# Hydriomena cyriades
Hydriomena cyriades är en fjärilsart som beskrevs av Druce 1893. Hydriomena cyriades ingår i släktet Hydriomena och familjen mätare. Inga underarter finns listade i Catalogue of Life.